# Mambigne Katampor
Pour les articles homonymes, voir Mambigne.
Mambigne Katampor est un village du Sénégal situé en Basse-Casamance. Il fait partie de la communauté rurale d'Oulampane, dans l'arrondissement de Sindian, le département de Bignona et la région de Ziguinchor.
Lors du dernier recensement (2002), la localité comptait 203 habitants et 28 ménages.